# Gibraltarbukten
Gibraltarbukten är en vik i Gibraltar sund mellan Gibraltar och Algeciras i Spanien. 